# Sanjuanita
La sanjuanita és un mineral de la classe dels fosfats que pertany al grup de la sanjuanita-destinezita. Rep el nom de la província de San Juan (Argentina), on es troba la seva localitat tipus.

## Característiques
La sanjuanita és un fosfat de fórmula química Al₂(PO₄)(SO₄)(OH)·9H₂O. Va ser aprovada com a espècie vàlida per l'Associació Mineralògica Internacional l'any 1966, sent publicada per primera vegada el 1968. Cristal·litza en el sistema triclínic. La seva duresa a l'escala de Mohs és 3. Es troba químicament relacionada amb la kribergita, l'arangasita i la mitryaevaïta.
Segons la classificació de Nickel-Strunz, la sanjuanita pertany a «08.D - Fosfats, etc. només amb cations de mida mitjana, (OH, etc.):RO₄ < 1:1» juntament amb els següents minerals: diadoquita, pitticita, destinezita, vashegyita, schoonerita, sinkankasita, mitryaevaïta, sarmientita, bukovskyita, zýkaïta, giniïta, sasaïta, mcauslanita, goldquarryita, birchita i braithwaiteïta.
L'exemplar que va servir per a determinar l'espècie, el que es coneix com a material tipus, es troba conservat al Museu Nacional d'Història Natural, l'Smithsonian, situat a Washington DC (Estats Units), amb el número de registre: 149522.

## Formació i jaciments
Va ser descoberta a l'Argentina, concretament a Sierra Chica de Zonda, al departament de Pocito (Província de San Juan). També ha estat descrita a l'Estat Bolívar, a Veneçuela, i al Voivodat de Silèsia, a Polònia.